# Mona Freeman
Mona Freeman, född 9 juni 1926 i Baltimore, Maryland, död 23 maj 2014 i Beverly Hills, Kalifornien, var en amerikansk skådespelare. Hon filmdebuterade 1944 och var under några år en populär tonårsstjärna. Hon medverkade i filmer fram till 1958 och medverkade sedan i TV-produktioner fram till 1972.

## Filmografi
- 1944 – Blixtkär
- 1945 – På farliga vägar
- 1947 – Skandal efter noter
- 1947 – Han kom genom brevlådan
- 1949 – Arvtagerskan
- 1949 – Han kom in i familjen
- 1950 – Brännmärkt
- 1950 – Copper Canyon - farornas dal
- 1952 – Planerat illdåd
- 1952 – Hårda nävar
- 1952 – Kom så hoppar vi
- 1955 – Kanske aldrig mer
- 1955 – Duell i Denver